# Ивановское (Брейтовский район)
Ивановское — деревня в Брейтовском районе Ярославской области России. Входит в состав Севастьянцевского сельского округа Гореловского сельского поселения.

## География
Деревня находится в северо-западной части области, в подзоне южной тайги, на правом берегу реки Кудаши, при автодороге 78Н-0134, на расстоянии примерно 12 километров (по прямой) к юго-востоку от села Брейтово, административного центра района. Абсолютная высота — 134 метра над уровнем моря.

### Климат
Климат характеризуется как умеренно континентальный, с относительно тёплым влажным летом и умеренно холодной зимой. Среднегодовая температура воздуха — 3,2 °C. Средняя температура воздуха самого холодного месяца (января) — −11 °C (абсолютный минимум — −38 °C), средняя температура самого тёплого (июля) — 18 °С (абсолютный максимум — 37 °С). Безморозный период длится около 133 дней. Годовое количество атмосферных осадков составляет 597 мм, из которых большая часть (около 418 мм) выпадает в тёплый период.

## История
Церковь села Ивановского сооружена в 1800 году на средства графа Алексея Ивановича Мусина-Пушкина. Престолов в ней было три: Владимирской Иконы Божьей Матери, Святого Пророка Илии и Святителя и Чудотворца Николая. 
В конце XIX — начале XX века село входило в состав Покровско-Ситской волости Мологского уезда Ярославской губернии.
С 1929 года село входило в состав Севастьянцевского сельсовета Брейтовского района, с 2005 года — в составе Гореловского сельского поселения.

## Население
| 1859 | 2002 | 2007 | 2010 |
| ---- | ---- | ---- | ---- |
| 17   | ↘13  | ↘6   | ↘5   |

### Национальный состав
Согласно результатам переписи 2002 года, в национальной структуре населения русские составляли 92 % из 13 чел.